# Berville-sur-Seine
Berville-sur-Seine é uma comuna francesa na região administrativa da Normandia, no departamento de Sena Marítimo. Estende-se por uma área de 7,03 km². Em 2010 a comuna tinha 561 habitantes (densidade: 79,8 hab./km²).